# Fernando Velit Sabattini
Fernando Velit Sabattini (Chincha, 6 de julio de 1925-Lima, 20 de agosto de 2018) fue un militar y político peruano, que ostentó el grado de General de Ejército. Fue ministro del Interior durante el gobierno de Francisco Morales Bermúdez, de 1978 a 1980. 

## Biografía
Nació en Chincha, siendo hijo de Miguel Enrique Velit Mazuelos e Isabel Sabattini Matture. Su padre fue condiscípulo de Abraham Valdelomar en el Colegio Guadalupe. Su tío, Ernesto Velit Mazuelos, agricultor, fue subprefecto de la provincia de Chincha, alcalde de Chincha y concejal en varios periodos, así como diputado regional en 1919.
Ingresó a la Escuela Militar de Chorrillos, de donde egresó a fines de los años 1940 con el grado de subteniente de infantería. Durante su carrera militar llegó a ser jefe del Servicio de Inteligencia del Ejército.
Fue ascendido al rango de coronel de infantería, por decreto ley del gobierno de Juan Velasco Alvarado, en diciembre de 1971. Unos años después fue elevado al rango de general de Brigada.

### Ministro del Interior
El 12 de mayo de 1978 fue nombrado ministro del Interior del gobierno del general Francisco Morales Bermúdez, la llamada segunda fase del Gobierno Revolucionario de la Fuerza Armada. Durante su gestión se instaló la Asamblea Constituyente de 1978, que dio al país una nueva Constitución Política, la del año 1979. También ocurrieron varias huelgas y protestas. Fueron detenidos varios líderes políticos y sindicales de izquierda.
La revista Equis X le hizo una grave denuncia, acusándolo de encubrir un caso de contrabando cometido por un ex director de una dependencia de su portafolio. Esto motivó que Velit presentara su renuncia en abril de 1980, siendo reemplazado por el general César Iglesias Barrón, quien sería el último ministro del Interior del régimen militar.

## Controversias
Tras la vuelta a la democracia con la elección del presidente Fernando Belaunde en 1980, se revelaron las vinculaciones que Fernando Velit, durante su gestión en la cartera del Interior, había tenido con el narcotráfico. Esto se dio a raíz de la investigación del periodista Gustavo Gorriti sobre las actividades de Carlos Langberg, un magnate del que hasta entonces no se sabía con claridad de donde procedía su fortuna, y que llegó incluso a financiar la campaña de un candidato a la presidencia, el aprista Armando Villanueva del Campo, durante las elecciones de 1980.
El punto que empezó a desenredar la madeja se dio cuando, el 2 de enero de 1980, en las inmediaciones de Chosica, se descubrió dentro de un camión un cargamento de 475 kilos de pasta básica lavada de cocaína. Este transporte ilícito de droga, el mayor que hasta entonces se había descubierto en el Perú, involucraba directamente a Langberg y a dos de sus socios en la operación, que fueron en ese momento arrestados. No obstante, al día siguiente, el entonces ministro Velit dispuso que fueran liberados. Meses después, ya bajo el gobierno democrático, Landberg fue capturado y procesado por la justicia peruana por el delito de narcotráfico. El periodista Gorriti sustentó los nexos que tenía Langberg con Velit, que este negó de manera reiterada.
En 1982 la Cámara de Diputados acusó constitucionalmente a Fernando Velit ante la de Senadores, por presuntos delitos contra la administración de justicia, deberes de función y tráfico ilícito de drogas. Aprobada la acusación, esta se elevó al Poder Judicial.
En 2015 fue incluido en un proceso que se abrió desde España contra el expresidente Francisco Morales Bermúdez por los secuestros y deportaciones a ciudadanos peruanos hacia la Argentina, que ocurrieron en 1978 y que se cree que estuvieron coordinados en el marco del llamado Plan Cóndor.